# Peter Lundgren (tennisspelare)
Hans Peter Lundgren, född 29 januari 1965 i Gudmundrå i Kramfors kommun, Västernorrlands län, död 22 augusti 2024 i Sundsvall, Västernorrlands län, var en svensk professionell tennisspelare som vann tre singeltitlar på ATP-touren. Han hade senare stor framgång som tränare åt bland andra Roger Federer (2000–2003), Marcelo Rios, Marat Safin och Stanislas Wawrinka.
Lundgren rankades på 25:e plats i världen 1985, vilket blev hans bästa placering.
Han efterlämnade en son och en dotter.

## Singeltitlar

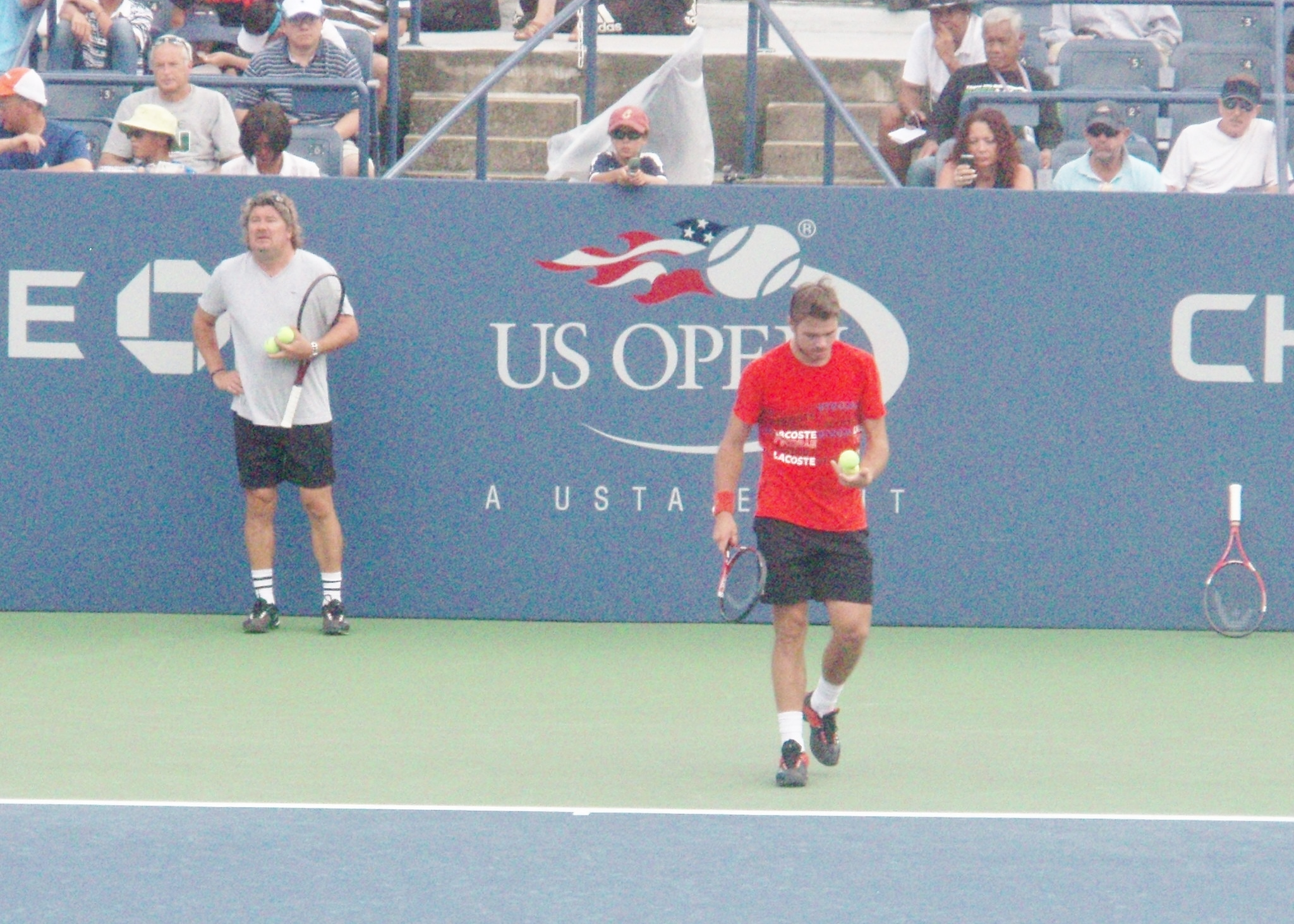
Peter Lundgren (t.v.) och Stan Wawrinka.

- Peter Lundgren (t.v.) och Stan Wawrinka.1985 - Köln
- 1987 - New York, San Francisco